# Bacalao en salazón

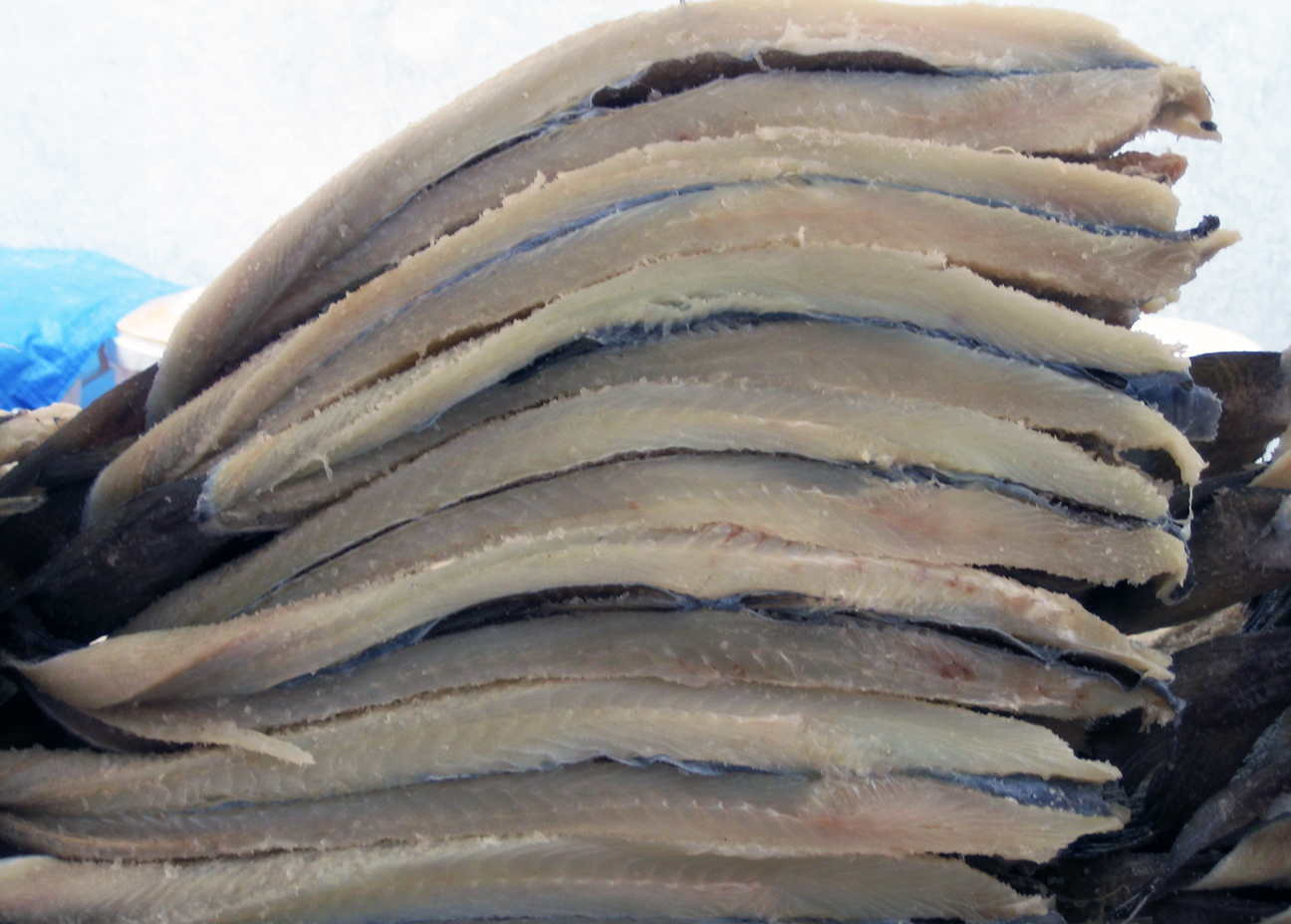
Corte de diversas rodajas de bacalao en salazón.

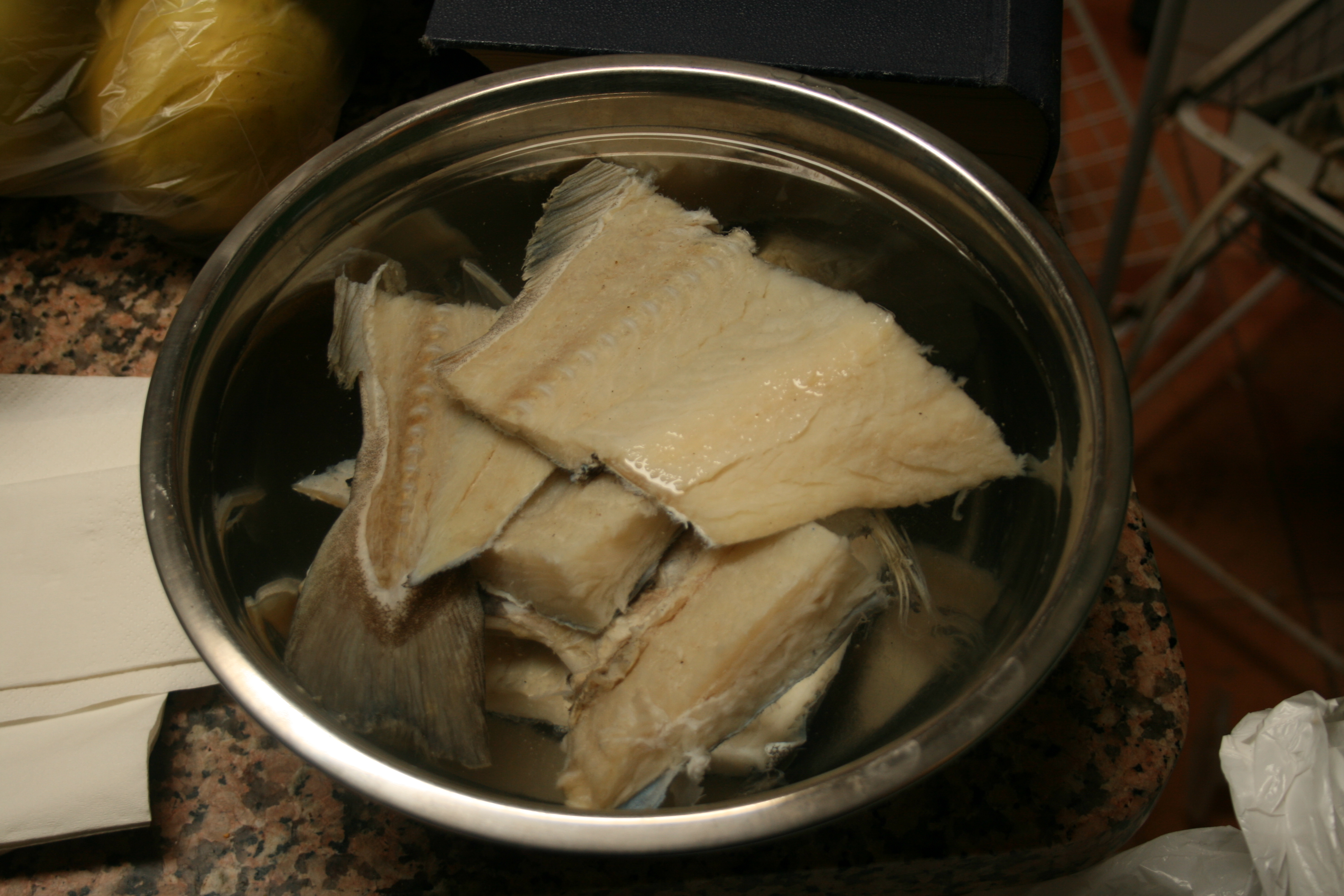
Operación habitual de remojo (desalado) en los salazones.

El bacalao en salazón es una forma procesada de bacalao que consiste en desecarlo con sal (salazón). Esta presentación hace que se pueda conservar en un lugar seco durante varios meses. La variedad más apreciada es la gadus morhua. La pieza de bacalao curada recibe el nombre de bacalada y posee una forma casi triangular. Este tipo de bacalao está disponible en las gastronomías de diversos países, como España, Francia (morue), Italia (Baccalà), Noruega (klippfisk/clipfish) y en Portugal (bacalhau), así como en México, donde el bacalao noruego se vende masivamente para la preparación de platillos durante la época de Posadas y fin de año. Es posible adquirir este pescado en casi cualquier establecimiento y gran superficie de estos países. Sin embargo, si hay un país donde se encuentra este aliemento en el 99,9% de los establecimientos comerciales, ese país es Portugal; de hecho, allí el bacalao es el plato nacional. Es muy típico confundir este pescado con el abadejo, máxime cuando se prepara también en salazón. El más grande consumidor de bacalao del mundo es Portugal que, pese a su reducida dimensión, consume alrededor de 60 toneladas de bacalao en salazón al año.

## Historia
El mercado de este tipo de pescado ha tenido una gran importancia en la evolución de las naciones. En el siglo X, después de unos intentos fallidos de invadir la península ibérica por la actual costa portuguesa, los vikingos optaron por comerciar con los lusitanos, llevando bacalao a las tierras lusas a cambio de sal; esa relación comercial permaneció por varios siglos y llevó incluso a que dos mujeres portuguesas se tornaran reinas de Dinamarca: Berenguela y su sobrina Leonor de Portugal. En Europa su comercialización a gran escala comenzó en el siglo XV con el objetivo de dominar el mercado. El país con mayor flota de barcos sería el dominante. Portugal, España, Holanda, Francia e Inglaterra eran los países interesados. Los pescadores portugueses, que desde el siglo XIV pescaban el bacalao en las costas inglesas, llegaron a establecer colonias de pesca en Groenlandia en el siglo XV [cita requerida], cuando el Infante de Portugal D. Fernando y su mujer Dona Beatriz mandaron en 1473 al navegante João Corte Real y Álvaro Homem a la descubierta de la "Terra Nova dos Bacalhaus", en portugués "Tierra Nueva de los Bacalaos", la actual Terranova. En 1495, los portugueses João Lavrador y Pêro de Barcelos llegan a Groenlandia y la "Península do Lavrador", "Península del Labrador" en castellano, así llamada en honor a su descubridor, el navegador João Fernandes Lavrador en 1498. Cuando Portugal pierde la independencia (desde 1580 hasta 1640), durante esos 60 años la faena del bacalao prácticamente desaparece, entre otras razones porque Felipe II de España, Felipe I de Portugal, ordena que toda la flota pesquera portuguesa se junte a la "Armada Invencible" que, al salir derrotada de forma tan catastrófica, no quedaron embarcaciones disponibles para seguir con la pesca en los principales puertos pesqueros del bacalao en la época: Aveiro y Viana do Castelo. Sin embargo, la costumbre de consumir el bacalao no cambió y Portugal pasó a importarlo.
El mercado de este pescado estuvo unido en muchas ocasiones al de la sal (véase: Historia de la sal). Una de las producciones más conocidas desde el punto de vista histórico es la de los caladeros de Terranova, lugar donde diversas naciones compitieron por la recogida y salazón del bacalao y otras especies. Este caladero fue un paso importante de la colonización europea de América del Norte.

## Características

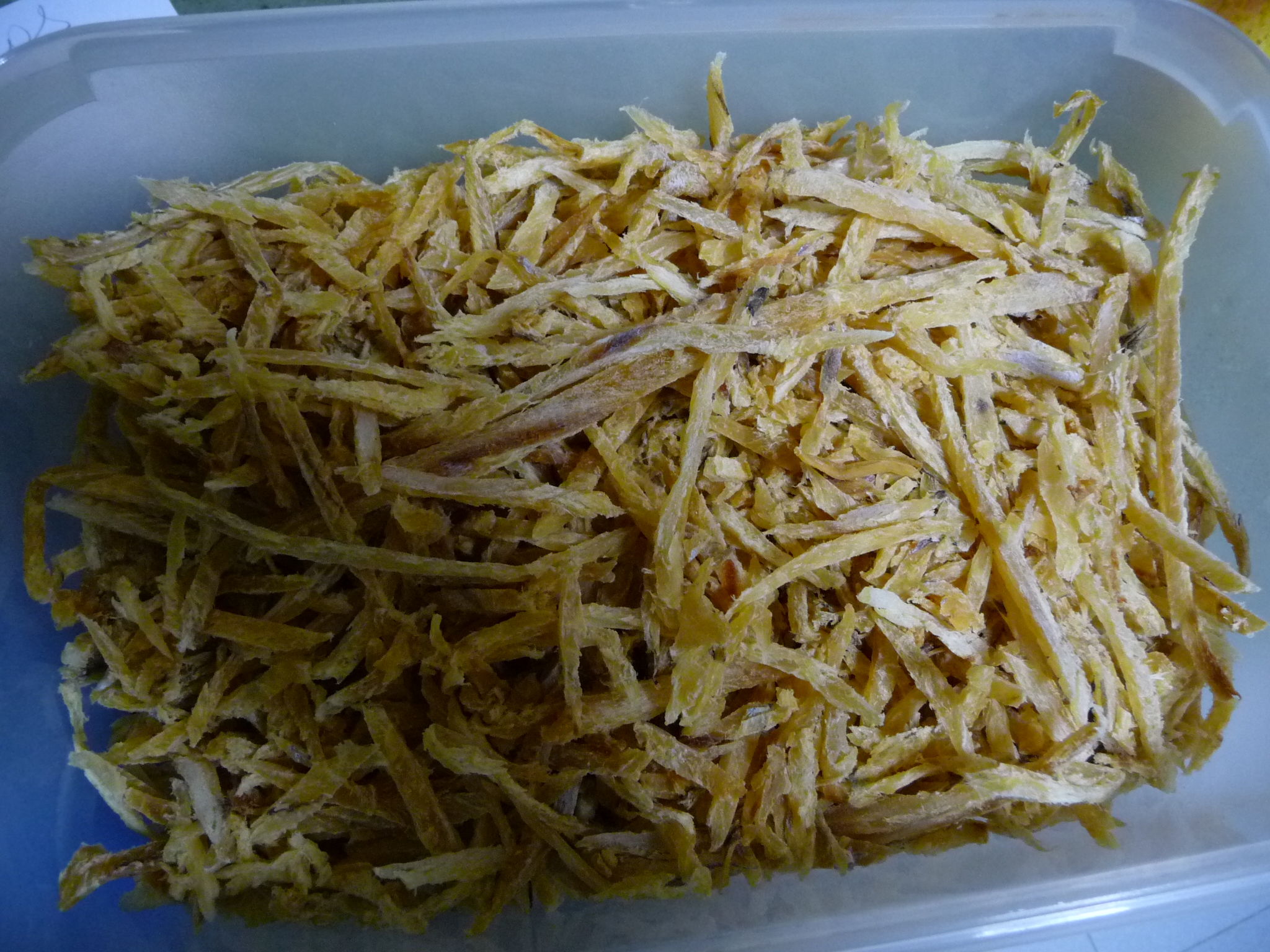
Tiras de bacalao salado seco.

La preservación de alimentos mediante secado es una de las más antiguas conocidas por el hombre (datada de la Edad del Bronce). Su captura óptima es en los meses de diciembre a mayo (en el hemisferio septentrional). El secado de alimentos funciona bien indistintamente en climas cálidos y fríos. El pescado fresco suele estropearse pronto y es considerado, por ello, un alimento perecedero. Su disponibilidad reduce el consumo a los lugares costeros. Al secarse mediante sal, su vida de consumo se extiende y es posible transportarlo al interior. El proceso de secado tiene además otro efecto sobre la carne del pescado: lo saboriza. La sal hace que las proteínas de la carne empiecen a descomponerse en aminoácidos con características de saborizantes naturales. Algunos autores mencionan que resulta complicado establecer una distinción entre pescado secado y pescado fermentado.

### Proceso de desecación
Durante el paso del tiempo, las bacterias micrococcus van descomponiendo las proteínas de la carne del bacalao, haciendo que se liberen los aminoácidos que aportan sabor. Estas bacterias descomponen de igual forma las materias grasas en ácidos grasos libres que actúan asimismo sobre el aroma. Son preferibles las piezas de color blanco a aquellas que poseen otros colores, como el amarillo. Los colores indican un posible problema durante las fases de desecado.[cita requerida]

### Alteraciones
A veces hay ciertas anomalías en la elaboración de la salazón. Una de las más conocidas es la denominada "rojo del bacalao" (Pink) debido a la presencia de bacterias halófilas que pueden reproducirse en ambientes de concentración salina de hasta un 10%. En otro orden de cosas, el bacalao puede presentar coloraciones marrones a causa de la presencia de un moho; a esta alteración se le denomina "marrón del bacalao" (empolvado o Dun).

## Preparación

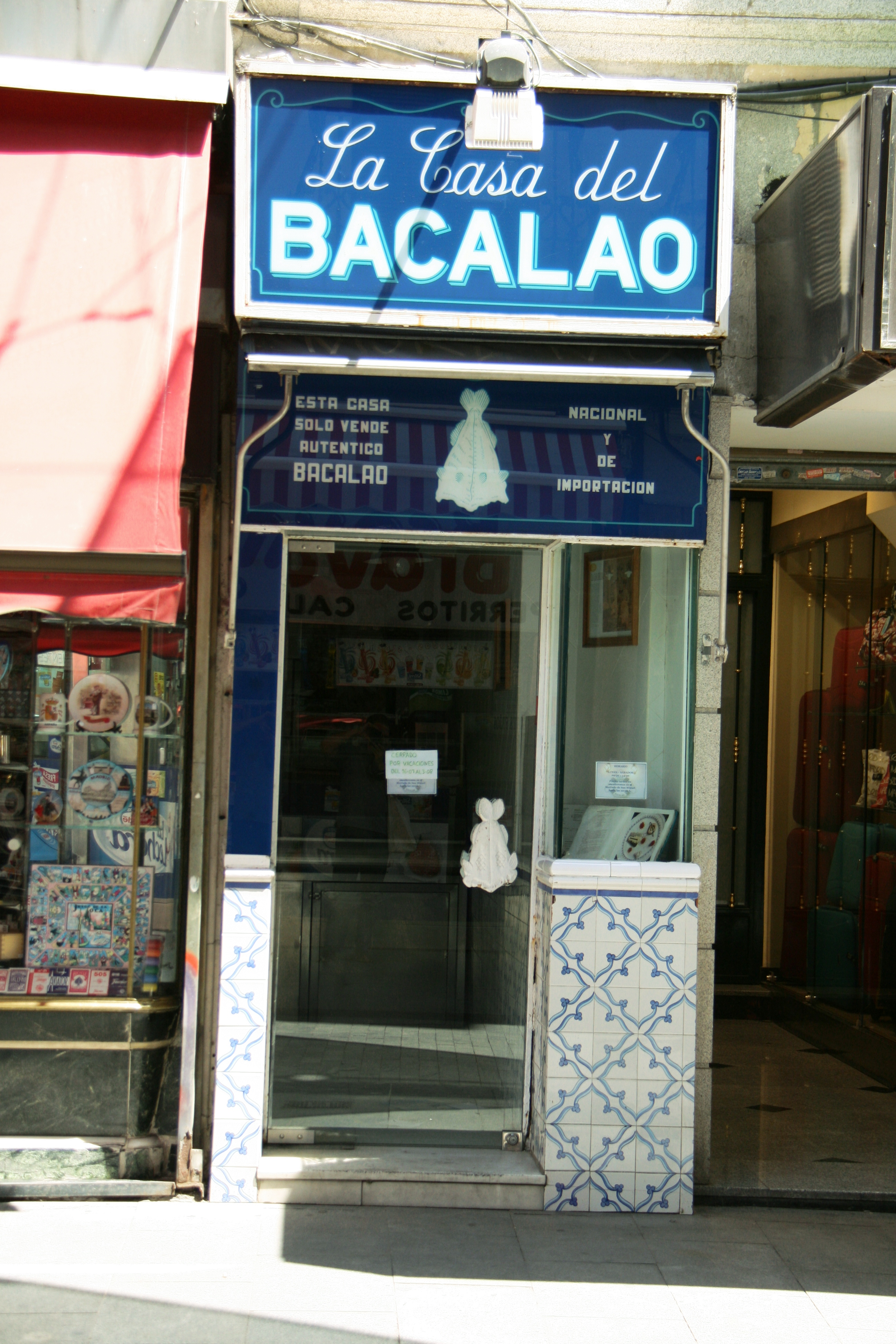
Existen tiendas de venta especializada en algunos países.

El bacalao se sala de inmediato y para su correcta conservación se mantiene en lugares secos, pudiendo llegar a conservarse hasta un año. Este tipo de preparación es una costumbre en muchos países.
El corte del bacalao en salazón en Portugal obedece a reglas muy estrictas, siendo el corte de las piezas tratado con un respeto semejante al del jamón.

### Salazón
El bacalao ya capturado es eviscerado directamente con el objeto de evitar la actuación de las enzimas que lo descomponen. El procesado de este pez rinde mucho, ya que gran parte del mismo se aprovecha culinariamente: la carne, las cocochas, las huevas, las espinas, el hígado, la vejiga natatoria (callos del bacalao), etc. La parte que se seca, corresponde a aquella que posee mayor contenido cárnico, se extiende y se le aplica de inmediato sal marina en cantidades que pueden llegar a un 25% de su peso en sal. El secado mediante salazón ocupa un periodo de varios meses y tras él se obtiene un producto plano con forma triangular, fácil de transportar (se puede apilar en diferentes capas de reducido tamaño). Durante el proceso de desalado se separan a veces piezas magras (sin espinas) que se denominan 'migas de bacalao', que se suelen comercializar aparte.

### Desalado
Este tipo de pescado no se puede ingerir directamente por su alto contenido de sal, por lo que se somete a un proceso de dilución en agua fría (debe ser agua fría) durante unas veinticuatro horas antes de ser cocinado, proceso durante el cual se le cambia el agua una o dos veces para quitarle el exceso de sal, todo ello dependiendo del tamaño de las piezas. Una vez desalado, debe prepararse inmediatamente en la cocina.

## Costumbres
- Este alimento ha estado asociado desde antiguo a la Gastronomía de la Semana Santa y su consumo se ha extendido a las festividades de fin de año.

- Durante el festejo de El Catapán de la ciudad de Soria, celebrado el primer fin de semana de mayo, las cuadrillas en las que está dividida la ciudad reparten bacalao en salazón junto con queso, pan y vino.

- En Portugal, y por herencia en Brasil y las antiguas provincias portuguesas en África y Asia, el bacalao es el plato principal en la noche del 24 de diciembre - Navidad - y suele ser servido después del pulpo y antes del pavo. Al día siguiente se prepara la "ropa vieja", que es lo que sobra del bacalao de la noche del 24, rebozado con grelos, perejil, ajo, aceite de oliva y patatas machacadas.

## Usos culinarios
El bacalao se emplea en la elaboración culinaria de diversos platos. Debido a su alto contenido en sal, previamente se remueve la sal mediante el proceso de "desalación". Una vez hidratada la carne, se suele preparar de diferentes formas. Puede elaborarse crudo en forma de ensaladas, guisado o en potajes y frito. En platos como alimento principal, o simplemente servido como una tapa.
Una de las aplicaciones más famosas es la de los Buñuelos de bacalao. La receta más conocida es de un oficial del ejército portugués, Carlos Bandeira de Melo, en el libro "Arte do Cozinheiro e do Copeiro" llamada de "Pastéis de Bacalhau" o "Bolinhos de Bacalhau" en los países de habla portuguesa.

## Platos en los que interviene
Hay países que elaboran especialidades con este pescado. Cada uno de ellos posee una receta con ingredientes locales.
- Ecuador: Fanesca.
- España: Potaje de bacalao, bacalao al pil pil, bacalao al ajoarriero, Soldaditos de Pavía, Atascaburras, Esqueixada, Bacalao a la vizcaína. A veces participa en las empanadas gallegas y la berciana, en la preparación de la zalamandroña típica en algunos municipios de la provincia de Granada.
- Francia: Brandada, Grand aïoli, Morue à la provençale, Gratin de morue, Cassoulet à la morue, Raïto.
- Italia: Baccalà alla vicentina.
- México: Bacalao a la vizcaína, se acostumbra consumirlo en Navidad.
- Noruega: Lutefisk.
- Portugal: Hay miles de recetas para el bacalao en este país[14] Bacalhau espiritual, Bacalhau assado com batatas a murro, Bacalhau à Brás, bacalhau à Gomes de Sá, Bacalhau à Minhota, Pataniscas de Bacalhau.

## Falsificaciones
En algunos casos se sabe de timos realizados en ciertos mercados pesqueros, en los que se matan tiburones, que posteriormente se secan y se salan. Su carne es ciertamente muy similar a la del bacalao en salazón. Cuando se comercializan, se menciona que no tiene espinas (la carne de tiburón no las tiene).